# 목포근대역사관
목포근대역사관은 전라남도 목포시 유달동에 위치한 근대역사 전용 박물관이다. 건물은 구 목포 일본영사관이 본관으로 쓰이고 있으며, 동양척식주식회사 목포지점의 건물도 같이 쓰고 있다.
그리고 2014년 이전에는 동양척식주식회사 목포지점 건물이 본관이였으나, 현재는 구 목포 일본영사관이 본관으로 쓰이고 있다. 구 목포 일본영사관은 동양척식주식회사 목포지점 건물에서 얼마 떨어지지 않은 곳에 자리하고 있으며 과거 일인 거류지 내에 있다. 신고전주의의 건물 양식을 따르고 있으며, 건립 당시의 외관을 잘 간직하고 있어 대한민국의 사적 제289호이기도 하다.
또한 동양척식주식회사 목포지점 건물은 일제시대에 쓰였고 이곳은 남한 일대에서 찾아볼 수 있는 동척으로는 두 곳뿐인데다 규모면에서 부산보다 앞서 있어 철거와 보존의 논쟁이 끊이지 않던 가운데 현재 근대역사관으로 쓰이게 됐다. 건물 양식은 르네상스 양식이며 1920년 지어진 건축양식으로는 목포에서 유일무이하다는 것이 큰 가치이다. 전라남도기념물 제174호이기도 하다.
박물관 내부에는 목포의 개항과 당시 조선의 역사, 일제의 야욕과 수탈의 상징적 사진들, 당시 동척이 쓰던 금고 등이 있으며 2층까지 전시실로 활용되고 있다. 대개 근대자료사진전을 기획 전시하고 있다. 입장료는 어른 2,000원(목포 시민 1,000원)이며 월요일은 휴관한다.

## 같이 보기
- 구 목포 일본영사관
- 동양척식주식회사